# Балкана
Туристичко рекреативни центар Балкана је дио горњосанско-пливске туристичке зоне. Удаљен је 4-5 km од Мркоњић Града и налази се уз магистрални пут Јајце — Мркоњић Град — Бихаћ (некадашњи „Пут АВНОЈ-а“).

## Карактеристике
Језерски дио комплекса чине два овална вјештачка језера: мало и велико, укупне површине 56.000 m². Језера су изграђена 70-их година 20. вијека, а напајају се из планинских потока Цјепало и Скакавац и из сублакустријских извора испод Великог језера. Једина отока је Црна ријека, која тече у правцу југ-сјевер и након 17 km се улијева у Врбас.
О постанку језера сачувано је неколико легенди у народу мркоњићког краја, а интересантна је етиологија његовог имена. Према предању ту су била два снажна и дубока извора-бунара, пуна рибе. Пошто се риба на турском каже балук, извори су названи Балукхана (станиште риба). Временом је име промијењено у Балукана, и најзад у Балкана (што нема никакве конотације са појмом Балкан).
У јулу и августу температура воде у Малом језеру достиже , па је тада погодна за купање. Са друге стране, током зиме се његова површина често заледи па је могуће упражњавање и зимских спортова. Велико језеро је богато разним врстама рибе: амур, лињак, пастрмка и др.
Туристичка инфраструктура Балкане је намијењена љетној и зимској рекреацији и одмору. Током читаве године ово мјесто посјећује велики број домаћих и иностраних туриста. Поред језера налазе се терени за кошарку, мали фудбал, рукомет, одбојку на пијеску, паркинг, уређена и обиљежена мјеста за роштиљање и камповање, трим-стаза и др.
На обронцима планине Лисине 1979. године је уређена скијашка стаза са ски-лифтом, а током љета се овдје организују посјете природи, кампови и сл. Сваке године се на Балкани традиционално одржава манифестација Дани косидбе — Меморијал Лазар Лакета. Централни дио манифестације чини такмичење домаћих и иностраних косаца, а поред тога одржавају се смотре фолклора, такмичење у пливању и друга спортска и културна дешавања. Догађај је посвећен очувању традиције овог краја, односно сјећању на мркоњићке косце и косе „варцарке“, обичаје итд.